# Vélez Sarsfield vs. Huracán (Torneo Clausura 2009)
Vélez Sarsfield vs. Huracán fue un partido de fútbol correspondiente a la 19.ª (última) fecha del Torneo Clausura 2009 de la Primera División de Argentina, disputado el 5 de julio de 2009 en el estadio José Amalfitani de Buenos Aires. 
Ambos equipos ocupaban los dos primeros puestos de la tabla de posiciones, separados por un solo punto, lo que hacía que el partido fuera decisivo para consagrar al campeón del torneo. Para obtener el título, Vélez Sarsfield debía ganar el encuentro, mientras que a Huracán le bastaba con el empate. 
El enfrentamiento generó grandes expectativas y suscitó diversas polémicas, y quedó marcado por los errores cometidos por el árbitro Gabriel Brazenas y sus asistentes. Terminó siendo ganado por el equipo local por 1 a 0, obteniendo así su séptimo título de Primera División y la clasificación a la Copa Libertadores 2010.
Se recuerda como una de las definiciones más apasionantes y polémicas del fútbol argentino, dada la expectativa generada en la previa por ambos conjuntos, ampliamente considerados por la prensa dado el alto nivel futbolístico exhibido a lo largo del Clausura, y las repercusiones que generó después entre aficionados, jugadores, dirigentes y periodistas especializados, centradas en la labor del árbitro Brazenas.

## Historia
Para 2009, la Primera División del fútbol argentino se regía por el formato de torneos Apertura y Clausura, lo que implicaba la realización de dos concursos por temporada y, por ende, la consagración de dos equipos campeones, los que clasificaban a la Copa Libertadores del ciclo siguiente, mientras que una tabla acumulada de toda la temporada definía el resto de los cupos para el mencionado torneo y la Copa Sudamericana.
Vélez Sarsfield, tras un irregular Apertura 2008 donde finalizó noveno con 26 puntos, decidió despedir al técnico Hugo Tocalli. En su lugar, fue contratado Ricardo Gareca. Con la asunción del presidente Fernando Raffaini, el club realizó una millonaria inversión en fichajes con la intención de volver a ubicarse en los primeros planos. Maximiliano Morález, Sebastián Domínguez, Joaquín Larrivey y Franco Razzotti, que se sumaron al plantel existente, integrado entre otros por Germán Montoya, Fabián Cubero, Nicolás Otamendi, Emiliano Papa, Víctor Zapata, Jonathan Cristaldo y Hernán Rodrigo López. El último título del club había ocurrido en 2005, con la obtención del Torneo Clausura.
Huracán, por su parte, pese a los 52 puntos sumados en la temporada 2007-08, solo pudo lograr 20 en el Apertura 2008, lo cual lo colocaba en una situación comprometida con los promedios (12.º puesto al finalizar el Apertura). Ese mismo año, Ángel Cappa volvió a la conducción técnica del primer equipo y promovió como titulares a Javier Pastore, Matías Defederico y Patricio Toranzo, entre otros. Para la institución, el torneo venidero era crucial para sumar puntos y no tener que luchar por el descenso en el siguiente ciclo. Asimismo, llevaba 36 años sin coronarse campeón de Primera División, después del título del Torneo Metropolitano 1973.

## Previa
El Torneo Clausura 2009 dio inicio el 6 de febrero de ese mismo año, y vio como primer puntero a Newell's Old Boys. Sin embargo, el club rosarino cedió la punta en la fecha 4 a Lanús, quien se mantuvo en el primer puesto hasta la fecha 9; durante su liderato, derrotas ante Huracán (3-0) y Argentinos Juniors (2-1) achicaron la diferencia entre el cuadro «granate» y sus perseguidores. La derrota con Argentinos Juniors, sumado al triunfo de Vélez Sarsfield ante San Lorenzo (0-1) posibilitó el acceso de Vélez a la punta, con Colón como escolta. En la jornada 13, Vélez perdió ante Gimnasia y Esgrima La Plata, lo cual hizo que Lanús (quien había triunfado 2-1 ante Rosario Central) recuperara el liderato. Colón, tras sumar solo 4 puntos sobre 15 posibles entre las fechas 11 a 15, quedó sin posibilidades de pelear por el título.
Huracán, por su parte, tuvo primera mitad de campeonato regular —4 victorias, 1 empate y 4 derrotas—  en donde resaltaron triunfos amplios ante Racing Club (1-4), ante Lanús (3-0). Sin embargo, a partir de la fecha 10, el equipo enlazó, hasta la última fecha, 9 partidos sin perder con 8 victorias en el transcurso. Con un fútbol de alto vuelo —que le valió los apodos de «Tiki-Tiki» y «Los Ángeles de Cappa», en alusión al nombre de su entrenador— derrotó sucesivamente a Argentinos Juniors (4-1), Tigre (0-1), Godoy Cruz (3-2), River Plate (4-0), Rosario Central (2-1), Banfield (2-1) y logrando incluso una victoria ante su clásico rival San Lorenzo (0-1) —con solo un empate ante Estudiantes de La Plata 1-1 entre estos triunfos—. De este modo, el equipo llegó hasta el segundo puesto del campeonato.
Para la fecha 18, solo quedaban tres aspirantes al título: Vélez Sarsfield (con 36 puntos), Huracán (con 35) y Lanús (con 34), debiéndose enfrentar Lanús y Vélez entre sí en aquella jornada, mientras que Huracán recibía en su estadio a Arsenal. Ambos partidos se disputaron el 21 de junio e iniciaron al mismo horario (17:10). Huracán ganó su partido con comodidad por 3-0 con goles de Mario Bolatti, Patricio Toranzo y Matías Defederico. En el otro encuentro, Lanús y Vélez empataron 1-1 con goles de José Sand para el conjunto local y Hernán Rodrigo López de tiro penal para la visita. Estos resultados colocaban a Huracán como puntero del campeonato, a falta de un partido, 1 punto por arriba de Vélez Sarsfield y 3 unidades sobre Lanús, que con el empate terminó fuera de la definición.
Antes del inicio del encuentro final a disputarse el domingo 5, los dos primeros de la tabla de posiciones se encontraban de la siguiente manera:
| Pos | Equipo          | Pts | PJ | PG | PE | PP | GF | GC | DIF |
| --- | --------------- | --- | -- | -- | -- | -- | -- | -- | --- |
| 1.º | Huracán         | 38  | 18 | 12 | 2  | 4  | 35 | 17 | 18  |
| 2.º | Vélez Sarsfield | 37  | 18 | 10 | 7  | 1  | 28 | 13 | 15  |

Fuente: 

Dada la diferencia de un punto en favor de Huracán, quedaba descartada la posibilidad de una final de desempate, dirimiéndose en favor de Huracán —solo le bastaba con empatar el partido para obtener el título—, o Vélez —debía ganar obligatoriamente el encuentro.
Para julio de 2009, una pandemia de gripe A azotaba el país, por lo que se especuló la posibilidad de que, por cuestión sanitaria, la definición del campeonato se jugara sin público, algo que finalmente fue desestimado por los medios, e iniciando la institución de Liniers la venta de entradas el día miércoles 1 de julio.
Por el lado local, el defensor Sebastián Domínguez señaló que tanto su equipo como Huracán tienen «dos estilos distintos» y que ambos saldrían a ganar el encuentro, pese a que el empate beneficie a su rival; mientras que el mediocampista Javier Pastore destacó que su equipo está «a un paso de algo muy importante» y que no especularían con la igualdad que les bastaría para coronarse. Gabriel Brazenas fue el árbitro designado para dirigir el encuentro.

## El partido

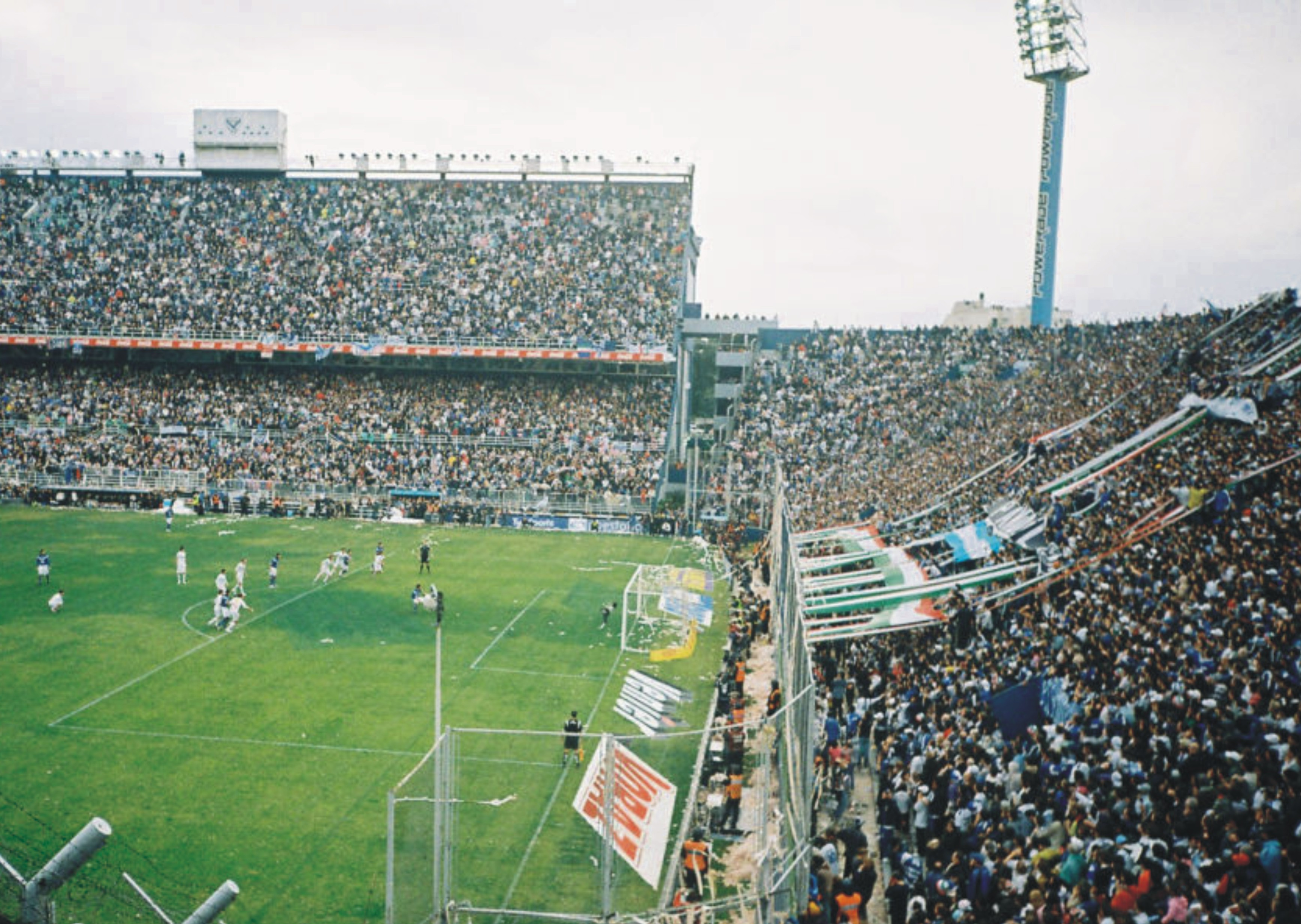
Estadio José Amalfitani durante el desarrollo del partido.

### Resumen
El encuentro inició a las 15:20 (UTC-3) del 5 de julio. En el arranque del encuentro, Brazenas cobró una falta inexistente de Sebastián Domínguez a Federico Nieto y tras el centro de tiro libre, Eduardo Domínguez anotó de cabeza, pero el árbitro Gabriel Brazenas, a instancias del juez de línea, anuló el gol incorrectamente, ya que no había posición adelantada del defensor de Huracán. Más adelante, una intensa caída de granizo a los 20 minutos obligó a Brazenas a detener el encuentro.
Tras la reanudación del primer tiempo, Vélez tomó las riendas del encuentro. A los 25 minutos el defensor Carlos Araujo le cometió infracción al delantero Juan Manuel Martínez dentro del área y el árbitro Brazenas sancionó el penal y no amonestó por la infracción (Araujo más adelante fue amonestado por cortar una jugada de gol nuevamente pero con la mano, acción que hubiera resultado en expulsión). El penal fue ejecutado por Hernán Rodrigo López. Sin embargo, su remate fue atajado por el arquero Monzón. El equipo local continuó avanzando en el campo de juego, estableciendo un dominio en el mediocampo y concentrando la posesión de la pelota. Unos instantes después, al minuto 41, nuevamente Huracán estuvo a punto de abrir el marcador, nuevamente de cabeza interceptó Eduardo Domínguez que estrelló la pelota en el travesaño, y en el rebote Federico Nieto no pudo controlarla y fue contenida por Germán Montoya. Sobre el final del cotejo, Matías Defederico escapó por la derecha y perfiló hacia adentro del área, y tras sacarse a dos defensores de encima, remató desviado.
En la segunda etapa, con el ingreso de Joaquín Larrivey, Vélez mostró más explosividad en ataque ante un Huracán que debió replegarse en defensa gran parte del segundo tiempo. Para contrarrestar esta situación, Cappa hizo ingresar al mediocampista ofensivo venezolano César González. Fue en esta mitad del partido donde más errores cometió Brazenas, al no expulsar al defensor del equipo local Nicolás Otamendi —quien previamente estaba amonestado— tras tocar la pelota con la mano y no haber sancionado un segundo penal en favor de Vélez tras una fuerte patada de Arano sobre Fabián Cubero dentro del área, donde además el jugador quemero debió ser expulsado.
Al minuto 38, se produjo la mayor polémica del encuentro: Tras un pase largo de Sebastián Domínguez, la pelota fue cabeceada hacia atrás por López, quien habilitó a Joaquín Larrivey, y éste chocó con el arquero Monzón. Monzón quedó rendido, sin poder accionar y tendido en el piso alegando gestos de dolor, la pelota quedó en juego y Maxi Morález aprovechó la situación para anotar el 1-0. Pese a los reclamos de los jugadores visitantes —que incluyó insultos y gritos hacia Brazenas—, el árbitro mantuvo firme su postura y convalidó el tanto. Durante el festejo del gol, Morález se quitó su camiseta, lo cual le valió una nueva amonestación y su inmediata expulsión.
De contragolpe, en el sexto minuto de descuento, Joaquín Larrivey remató solo ante Monzón tras una habilitación por parte de Hernán López pero el arquero llegó a desviarla al tiro de esquina. Acto seguido, Larrivey fue increpado por sus adversarios, quienes le reclamaban haber definido la jugada por su reciente pasado en Huracán. En el tumulto, el defensor Sebastián Domínguez recibió un golpe de un objeto contundente que provino de la tribuna visitante y terminó con un corte grande en la cara y una visible hemorragia. En ese momento, el árbitro Btazenas dio por terminado el partido. El estadio estalló en júbilo y miles de hinchas invadieron el campo de juego. Posteriormente se le entregó formalmente el trofeo de campeón a Vélez Sarsfield y se llevó a cabo la tradicional vuelta olímpica.

### Detalles
| 1     | POR   | Germán Montoya       |     |
| 3     | DEF   | Emiliano Papa        |     |
| 30    | DEF   | Nicolás Otamendi     |     |
| 6     | DEF   | Sebastián Domínguez  |     |
| 4     | DEF   | Gastón Díaz          | 59' |
| 16    | MED   | Víctor Zapata        |     |
| 5     | MED   | Fabián Cubero        |     |
| 10    | MED   | Maximiliano Moralez  |     |
| 35    | MED   | Franco Razzotti      |     |
| 7     | DEL   | Juan Manuel Martínez | 71' |
| 11    | DEL   | Hernán Rodrigo López |     |
| D. T. | D. T. | Ricardo Gareca       |     |

| 22    | POR   | Gaston Monzón     |     |
| 3     | DEF   | Carlos Arano      |     |
| 25    | DEF   | Eduardo Domínguez |     |
| 2     | DEF   | Paolo Goltz       |     |
| 4     | DEF   | Carlos Araujo     |     |
| 18    | MED   | Patricio Toranzo  |     |
| 28    | MED   | Mario Bolatti     |     |
| 8     | MED   | Leandro Díaz      |     |
| 16    | MED   | Javier Pastore    |     |
| 19    | DEL   | Federico Nieto    | 61' |
| 20    | DEL   | Matías Defederico |     |
| D. T. | D. T. | Ángel Cappa       |     |

| 9  | DEL | Joaquín Larrivey  | 59'    |
| 22 | MED | Leandro Velázquez | 71' 89 |
| 14 | MED | Leandro Coronel   | 89'    |

| 11 | MED | César González | 61' |

| 83' | Maximiliano Morález | 1-0 |

| 40' | Nicolás Otamendi |

| 59' · 72' · 79' | Carlos Araujo Leandro Díaz Gaston Monzón |

| 85' | Maximiliano Morález |

| Principal  | Gabriel Brazenas |
| Asistentes | Ricardo Casas    |
|            | Hernán Maidana   |

|  |                   |    |    |
|  | Tiros             | 10 | 6  |
|  | Faltas            | 14 | 11 |
|  | Saques de esquina | 3  | 2  |
|  | Fueras de juego   | 4  | 3  |

| 1     | POR   | Germán Montoya       |     |
| 3     | DEF   | Emiliano Papa        |     |
| 30    | DEF   | Nicolás Otamendi     |     |
| 6     | DEF   | Sebastián Domínguez  |     |
| 4     | DEF   | Gastón Díaz          | 59' |
| 16    | MED   | Víctor Zapata        |     |
| 5     | MED   | Fabián Cubero        |     |
| 10    | MED   | Maximiliano Moralez  |     |
| 35    | MED   | Franco Razzotti      |     |
| 7     | DEL   | Juan Manuel Martínez | 71' |
| 11    | DEL   | Hernán Rodrigo López |     |
| D. T. | D. T. | Ricardo Gareca       |     |

| 22    | POR   | Gaston Monzón     |     |
| 3     | DEF   | Carlos Arano      |     |
| 25    | DEF   | Eduardo Domínguez |     |
| 2     | DEF   | Paolo Goltz       |     |
| 4     | DEF   | Carlos Araujo     |     |
| 18    | MED   | Patricio Toranzo  |     |
| 28    | MED   | Mario Bolatti     |     |
| 8     | MED   | Leandro Díaz      |     |
| 16    | MED   | Javier Pastore    |     |
| 19    | DEL   | Federico Nieto    | 61' |
| 20    | DEL   | Matías Defederico |     |
| D. T. | D. T. | Ángel Cappa       |     |

| 9  | DEL | Joaquín Larrivey  | 59'    |
| 22 | MED | Leandro Velázquez | 71' 89 |
| 14 | MED | Leandro Coronel   | 89'    |

| 11 | MED | César González | 61' |

| 83' | Maximiliano Morález | 1-0 |

| 40' | Nicolás Otamendi |

| 59' · 72' · 79' | Carlos Araujo Leandro Díaz Gaston Monzón |

| 85' | Maximiliano Morález |

| Principal  | Gabriel Brazenas |
| Asistentes | Ricardo Casas    |
|            | Hernán Maidana   |

|  |                   |    |    |
|  | Tiros             | 10 | 6  |
|  | Faltas            | 14 | 11 |
|  | Saques de esquina | 3  | 2  |
|  | Fueras de juego   | 4  | 3  |

| 1     | POR   | Germán Montoya       |     |
| 3     | DEF   | Emiliano Papa        |     |
| 30    | DEF   | Nicolás Otamendi     |     |
| 6     | DEF   | Sebastián Domínguez  |     |
| 4     | DEF   | Gastón Díaz          | 59' |
| 16    | MED   | Víctor Zapata        |     |
| 5     | MED   | Fabián Cubero        |     |
| 10    | MED   | Maximiliano Moralez  |     |
| 35    | MED   | Franco Razzotti      |     |
| 7     | DEL   | Juan Manuel Martínez | 71' |
| 11    | DEL   | Hernán Rodrigo López |     |
| D. T. | D. T. | Ricardo Gareca       |     |

| 22    | POR   | Gaston Monzón     |     |
| 3     | DEF   | Carlos Arano      |     |
| 25    | DEF   | Eduardo Domínguez |     |
| 2     | DEF   | Paolo Goltz       |     |
| 4     | DEF   | Carlos Araujo     |     |
| 18    | MED   | Patricio Toranzo  |     |
| 28    | MED   | Mario Bolatti     |     |
| 8     | MED   | Leandro Díaz      |     |
| 16    | MED   | Javier Pastore    |     |
| 19    | DEL   | Federico Nieto    | 61' |
| 20    | DEL   | Matías Defederico |     |
| D. T. | D. T. | Ángel Cappa       |     |

| 9  | DEL | Joaquín Larrivey  | 59'    |
| 22 | MED | Leandro Velázquez | 71' 89 |
| 14 | MED | Leandro Coronel   | 89'    |

| 11 | MED | César González | 61' |

| 83' | Maximiliano Morález | 1-0 |

| 40' | Nicolás Otamendi |

| 59' · 72' · 79' | Carlos Araujo Leandro Díaz Gaston Monzón |

| 85' | Maximiliano Morález |

| Principal  | Gabriel Brazenas |
| Asistentes | Ricardo Casas    |
|            | Hernán Maidana   |

|  |                   |    |    |
|  | Tiros             | 10 | 6  |
|  | Faltas            | 14 | 11 |
|  | Saques de esquina | 3  | 2  |
|  | Fueras de juego   | 4  | 3  |

| 1     | POR   | Germán Montoya       |     |
| 3     | DEF   | Emiliano Papa        |     |
| 30    | DEF   | Nicolás Otamendi     |     |
| 6     | DEF   | Sebastián Domínguez  |     |
| 4     | DEF   | Gastón Díaz          | 59' |
| 16    | MED   | Víctor Zapata        |     |
| 5     | MED   | Fabián Cubero        |     |
| 10    | MED   | Maximiliano Moralez  |     |
| 35    | MED   | Franco Razzotti      |     |
| 7     | DEL   | Juan Manuel Martínez | 71' |
| 11    | DEL   | Hernán Rodrigo López |     |
| D. T. | D. T. | Ricardo Gareca       |     |

| 22    | POR   | Gaston Monzón     |     |
| 3     | DEF   | Carlos Arano      |     |
| 25    | DEF   | Eduardo Domínguez |     |
| 2     | DEF   | Paolo Goltz       |     |
| 4     | DEF   | Carlos Araujo     |     |
| 18    | MED   | Patricio Toranzo  |     |
| 28    | MED   | Mario Bolatti     |     |
| 8     | MED   | Leandro Díaz      |     |
| 16    | MED   | Javier Pastore    |     |
| 19    | DEL   | Federico Nieto    | 61' |
| 20    | DEL   | Matías Defederico |     |
| D. T. | D. T. | Ángel Cappa       |     |

| 9  | DEL | Joaquín Larrivey  | 59'    |
| 22 | MED | Leandro Velázquez | 71' 89 |
| 14 | MED | Leandro Coronel   | 89'    |

| 11 | MED | César González | 61' |

| 83' | Maximiliano Morález | 1-0 |

| 40' | Nicolás Otamendi |

| 59' · 72' · 79' | Carlos Araujo Leandro Díaz Gaston Monzón |

| 85' | Maximiliano Morález |

| Principal  | Gabriel Brazenas |
| Asistentes | Ricardo Casas    |
|            | Hernán Maidana   |

|  |                   |    |    |
|  | Tiros             | 10 | 6  |
|  | Faltas            | 14 | 11 |
|  | Saques de esquina | 3  | 2  |
|  | Fueras de juego   | 4  | 3  |

|                                    |
|                                    |
| Campeón Vélez Sarsfield 7.º título |

- Fuente:

## Después del partido

### Repercusiones
Por el lado de Vélez, se desataron una serie de festejos, que se realizaron tanto en las inmediaciones del Estadio José Amalfitani como en el Obelisco de Buenos Aires y en los barrios aledaños de Villa Luro y Vélez Sársfield, que duraron hasta altas horas de la noche e incluyeron movilización en masa de los hinchas y fuegos artificiales. Sobre el final del partido, una imagen muy recordada fue el festejo de una señora mayor socia vitalicia de la institución, llamada Beba de San Félix (fallecida en 2015) cantando en agradecimiento a los jugadores por el nuevo logro que se estaba por concretar. No obstante, se reportaron algunos actos de violencia contra el plantel de Huracán por parte de la barra brava.
El entrenador Ricardo Gareca, consideró que su equipo mereció ser campeón por la regularidad que mantuvo su equipo en el torneo, y calificó a Huracán de «rival digno». Los jugadores del plantel del equipo local —entre ellos Zapata, Cubero, Otamendi, Papa, Domínguez— manifestaron su alegría por el título obtenido y resaltaron el trabajo realizado por Gareca para la obtención del título.
Mientras tanto, en Huracán, la derrota se consideró como una gran ocasión perdida para obtener un título después de 36 años, además de como un «robo» por parte del árbitro y de Vélez. El malestar por la situación fue tal, que la institución de Parque Patricios elevó una protesta formal ante la AFA; al mismo tiempo, Huracán fue reconocido por su juego por un amplio espectro de opinión a la campaña del equipo. Cappa reconocería años después que Vélez fue un «justo campeón», pero que no merecía haber sido beneficiado por los árbitros, y en 2019, diez años de cumplida la final, mantuvo su postura del «robo».
El delantero de Vélez, Larrivey, sin embargo, desestimó a Cappa y negó que le haya cometido falta a Monzón en el gol, dado que fue un choque entre ambos y él pretendía quitar la pierna. Diversas fuentes reconocieron además, la superioridad de Vélez durante el desarrollo del partido. Ante la dudosa situación, al mismo tiempo, Monzón fue reprochado también por hinchas y jugadores de Huracán por haber especulado con que le cobren la falta, dado que se mantuvo tendido en el piso adolorido en vez de intentar seguir la jugada.
Gabriel Brazenas, por su parte, reconoció inmediatamente en los días posteriores del partido su arbitraje, no solo en el gol de Vélez, sino también en no cobrar la falta de Arano a Cubero —que hubiese significado penal en favor del local—. No volvió a dirigir más ningún partido oficial tras este encuentro, retirándose en 2010 al no poder pasar las pruebas de aptitud física. Sin embargo, en 2018, cambió su opinión y afirmó que no hubo falta de Larrivey. Ese mismo año, fue escrachado por un hincha de Huracán mientras se encontraba en Rusia para ver el Mundial 2018. Arano se refirió en 2020 a esa jugada, indicando que fue a «romper» a Cubero, indicando que "La jugada merecía que le pegue. Si yo iba a trabar la pelota él ya me había ganado la posición y yo me quedaba mirando a la hinchada de Huracán. Entonces era romperlo o romperlo".

### Los clubes después del torneo
Vélez, tras el título del Clausura 2009, conservaría en el cargo a Ricardo Gareca, con quien tendría un notable período de éxito en los años subsiguientes, consiguiendo sumar otros tres títulos locales: los torneos Clausura 2011, Inicial 2012 y el Campeonato de Primera División 2012-13, derrotando a Newell's Old Boys 1-0 en una final para dirimir el título. En enero de 2014 consiguió el último título de esta generación, cuando obtuvo la Supercopa Argentina 2013 derrotando a Arsenal de Sarandí 1-0. Además, finalizó subcampeón del Apertura 2010 y fue semifinalista de la Copa Libertadores 2011 y de la Copa Sudamericana 2011.
Huracán, por su parte, sufrió el desarmado de su plantel, por lo que no pudo repetir la campaña del torneo. En la temporada siguiente, y dada la crisis de resultados, Cappa renunció en noviembre de 2009. La situación no pudo revertirse, y precipitó el descenso de Huracán en 2011, teniendo incluso el subcampeonato de 2009 en su promedio.

### Definición de 2024
En 2024, nuevamente ambos equipos se involucraron directamente en la lucha por el título de Primera División, junto con Talleres de Córdoba, y nuevamente Vélez y Huracán jugando entre sí en la última fecha del campeonato. En esta ocasión, considerando que Talleres perdió su partido ante Newell's, Huracán debía ganar obligatoriamente el encuentro mientras que Vélez sería campeón ganando o empatando. Ante la similitud de la situación de 2009, varios medios hablaron de una posible revancha o venganza de Huracán. Sin embargo, Vélez nuevamente volvió a derrotar a Huracán y en este ocasión por 2-0, y volviéndose a consagrar campeón.